# Alexeter difficilis
Alexeter difficilis är en stekelart som först beskrevs av Davis 1897.  Alexeter difficilis ingår i släktet Alexeter och familjen brokparasitsteklar. Inga underarter finns listade i Catalogue of Life.